# Regione di Sisak e della Moslavina
La regione di Sisak e della Moslavina (croato: Sisačko-moslavačka županija, in serbo: Сисачко-мославачка жупанија Sisačko-moslavačka županija) è una regione della Croazia centrale.

## Geografia
Essa è situata a sud di Zagabria, confina a est con Regione di Brod e della Posavina, Regione di Požega e della Slavonia, Regione di Bjelovar e della Bilogora; Regione di Zagabria verso nord, ad ovest confina con la Regione di Karlovac; a sud con la Bosnia ed Erzegovina. Capoluogo della Regione è Sisak.

## Popolazione
Suddivisione della popolazione secondo le nazionalità (dati secondo il censimento del 2001):
- croati 152.196 (82,10%)
- serbi 21.617 (11,66%)
- bosniaci 1.137 (0,61%)
- rom 708 (0,38%)
- cechi 670 (0,36%)
- albanesi 511 (0,28%)
- ucraini 309 (0,17%)
- slovacchi 243 (0,13%)
- italiani 192 (0,10%)
- sloveni 181 (0,10%)
- n.d. 4.442 (2,40%)

In seguito al ritorno dei profughi serbi nel territorio della Regione è prevedibile che la percentuale di popolazione serba sia in tendenziale aumento.
Le comunità italiane si trovano a Kutina e a Ciglenica dove hanno fondato delle associazioni che aderiscono all'Unione Italiana di Fiume. Si trovano sul territorio dalla seconda metà dell'Ottocento e provengono dal bellunese.

## Città e comuni
La Regione di Sisak e della Moslavina è divisa in 6 città e 13 comuni, qui sotto elencati (fra parentesi il dato relativo al censimento della popolazione del 2001).

### Città
| Città               | Ab.    |
| ------------------- | ------ |
| Glina               | 9.868  |
| Hrvatska Kostajnica | 2.746  |
| Kutina              | 24.597 |
| Novska              | 14.313 |
| Petrinja            | 23.413 |
| Sisak               | 52.236 |

### Comuni
| Comune           | Ab.    |
| ---------------- | ------ |
| Donji Kukuruzari | 2.047  |
| Dvor             | 5.742  |
| Gvozd            | 3.779  |
| Hrvatska Dubica  | 2.341  |
| Jasenovac        | 2.391  |
| Lekenik          | 6.170  |
| Lipovljani       | 4.101  |
| Majur            | 1.490  |
| Martinska Ves    | 4.026  |
| Popovača         | 12.701 |
| Sunja            | 7.376  |
| Topusko          | 3.219  |
| Velika Ludina    | 2.831  |